# Dave Keon
David Michael Keon (* 22. března 1940 Rouyn-Noranda) je bývalý kanadský hokejový útočník. 

## Kariéra
V NHL strávil patnáct sezón v Toronto Maple Leafs (1960-1985) a v závěru kariéry ještě tři sezóny v klubu Hartford Whalers (1979-1982). Šest sezón též strávil ve WHA. S Torontem čtyřikrát vyhrál Stanleyův pohár (1962, 1963, 1964, 1967). Osmkrát byl pozván k Utkání hvězd NHL (1962, 1963, 1964, 1967, 1968, 1970, 1971, 1973). V roce 1961 získal Calder Memorial Trophy pro nejlepšího nováčka NHL, v letech 1962 a 1963 Lady Byng Memorial Trophy pro nejslušnějšího hráče soutěže, roku 1967 Conn Smythe Trophy pro nejužitečnějšího hráče vyřazovací části. V roce 1986 byl uveden do Síně slávy NHL. Roku 2016 byl vyhlášen nejlepším hráčem v dějinách Toronto Maple Leafs. Jeho číslo 14 bylo ve stejném roce slavnostně vyřazeno ze sady dresů tohoto klubu. V jeho rodném městě je po něm pojmenován zimní stadion. V základní části NHL odehrál 1276 utkání, v nichž zaznamenal 986 kanadských bodů (396 branek). Dalších 92 zápasů, 68 bodů a 32 gólů přidal ve vyřazovací části. V letech 1969 až 1975 byl v Torontu kapitánem. Kapitánem byl v letech 1981–82 i v Hartfordu.

## Ocenění a úspěchy
- 1961 NHL – Calder Memorial Trophy
- 1962 NHL – Lady Byng Memorial Trophy
- 1962 NHL – Druhý All-Star Tým
- 1963 NHL – Lady Byng Memorial Trophy
- 1967 NHL – Conn Smythe Trophy
- 1971 NHL – Druhý All-Star Tým
- 1977 WHA – Paul Deneau Trophy
- 1978 WHA – Paul Deneau Trophy
- 1987 Hokejová síň slávy

## Prvenství
- Debut v NHL – 6. října 1960 (Montreal Canadiens proti Toronto Maple Leafs)
- První gól v NHL – 9. října 1960 (Detroit Red Wings proti Toronto Maple Leafs, kanadskému brankáři Terry Sawchuk)
- První asistence v NHL – 29. října 1960 (Toronto Maple Leafs proti Chicago Black Hawks)
- První hattrick v NHL – 9. dubna 1964 (Montreal Canadiens proti Toronto Maple Leafs)

## Klubová statistika
| Sezóna       | Klub                         | Soutěž       |       | Základní část | Základní část | Základní část | Základní část | Základní část |    | Play off | Play off | Play off | Play off | Play off |
| Sezóna       | Klub                         | Soutěž       | Z     | G             | A             | B             | TM            | Z             | G  | A        | B        | TM       |          |          |
| 1956–57      | St. Michael's Buzzers        | MetJHL       | 23    | 30            | 22            | 52            | 14            | —             | —  | —        | —        | —        |          |          |
| 1956–57      | Toronto St. Michael's Majors | OHA-Jr.      | 4     | 1             | 3             | 4             | 0             | —             | —  | —        | —        | —        |          |          |
| 1957–58      | Toronto St. Michael's Majors | OHA-Jr.      | 45    | 23            | 27            | 50            | 29            | 9             | 8  | 5        | 13       | 10       |          |          |
| 1958–59      | Toronto St. Michael's Majors | OHA-Jr.      | 47    | 33            | 38            | 71            | 31            | 15            | 4  | 9        | 13       | 8        |          |          |
| 1959–60      | Toronto St. Michael's Majors | OHA-Jr.      | 46    | 16            | 29            | 45            | 8             | 10            | 8  | 10       | 18       | 2        |          |          |
| 1959–60      | Kitchener-Waterloo Dutchmen  | OHA-Sr.      | 1     | 1             | 0             | 1             | 0             | —             | —  | —        | —        | —        |          |          |
| 1959–60      | Sudbury Wolves               | EPHL         | —     | —             | —             | —             | —             | 4             | 2  | 2        | 4        | 2        |          |          |
| 1960–61      | Toronto Maple Leafs          | NHL          | 70    | 20            | 25            | 45            | 6             | 5             | 1  | 1        | 2        | 0        |          |          |
| 1961–62      | Toronto Maple Leafs          | NHL          | 64    | 26            | 35            | 61            | 2             | 12            | 5  | 3        | 8        | 0        |          |          |
| 1962–63      | Toronto Maple Leafs          | NHL          | 68    | 28            | 38            | 66            | 2             | 10            | 7  | 5        | 12       | 0        |          |          |
| 1963–64      | Toronto Maple Leafs          | NHL          | 70    | 23            | 37            | 60            | 6             | 14            | 7  | 2        | 9        | 2        |          |          |
| 1964–65      | Toronto Maple Leafs          | NHL          | 65    | 21            | 29            | 50            | 10            | 6             | 2  | 2        | 4        | 2        |          |          |
| 1965–66      | Toronto Maple Leafs          | NHL          | 69    | 24            | 30            | 54            | 4             | 4             | 0  | 2        | 2        | 0        |          |          |
| 1966–67      | Toronto Maple Leafs          | NHL          | 66    | 19            | 33            | 52            | 2             | 12            | 3  | 5        | 8        | 0        |          |          |
| 1967–68      | Toronto Maple Leafs          | NHL          | 67    | 11            | 37            | 48            | 4             | —             | —  | —        | —        | —        |          |          |
| 1968–69      | Toronto Maple Leafs          | NHL          | 75    | 27            | 34            | 61            | 12            | 4             | 1  | 3        | 4        | 2        |          |          |
| 1969–70      | Toronto Maple Leafs          | NHL          | 72    | 32            | 30            | 62            | 6             | —             | —  | —        | —        | —        |          |          |
| 1970–71      | Toronto Maple Leafs          | NHL          | 76    | 38            | 38            | 76            | 4             | 6             | 3  | 2        | 5        | 0        |          |          |
| 1971–72      | Toronto Maple Leafs          | NHL          | 72    | 18            | 30            | 48            | 4             | 5             | 2  | 3        | 5        | 0        |          |          |
| 1972–73      | Toronto Maple Leafs          | NHL          | 76    | 37            | 36            | 73            | 2             | —             | —  | —        | —        | —        |          |          |
| 1973–74      | Toronto Maple Leafs          | NHL          | 74    | 25            | 28            | 53            | 7             | 4             | 1  | 2        | 3        | 0        |          |          |
| 1974–75      | Toronto Maple Leafs          | NHL          | 78    | 16            | 43            | 59            | 4             | 7             | 0  | 5        | 5        | 0        |          |          |
| 1975–76      | Minnesota Fighting Saints    | WHA          | 57    | 26            | 38            | 64            | 4             | —             | —  | —        | —        | —        |          |          |
| 1975–76      | Indianapolis Racers          | WHA          | 12    | 3             | 7             | 10            | 2             | 7             | 2  | 2        | 4        | 2        |          |          |
| 1976–77      | Minnesota Fighting Saints    | WHA          | 42    | 13            | 38            | 51            | 2             | —             | —  | —        | —        | —        |          |          |
| 1976–77      | New England Whalers          | WHA          | 34    | 14            | 25            | 39            | 8             | 5             | 3  | 1        | 4        | 0        |          |          |
| 1977–78      | New England Whalers          | WHA          | 77    | 24            | 38            | 62            | 2             | 14            | 5  | 11       | 16       | 4        |          |          |
| 1978–79      | New England Whalers          | WHA          | 79    | 22            | 43            | 65            | 2             | 10            | 3  | 9        | 12       | 2        |          |          |
| 1979–80      | Hartford Whalers             | NHL          | 76    | 10            | 52            | 62            | 10            | 3             | 0  | 1        | 1        | 0        |          |          |
| 1980–81      | Hartford Whalers             | NHL          | 80    | 13            | 34            | 47            | 26            | —             | —  | —        | —        | —        |          |          |
| 1981–82      | Hartford Whalers             | NHL          | 78    | 8             | 11            | 19            | 6             | —             | —  | —        | —        | —        |          |          |
| Celkem v NHL | Celkem v NHL                 | Celkem v NHL | 1,296 | 396           | 590           | 986           | 117           | 92            | 32 | 36       | 68       | 6        |          |          |
| Celkem v WHA | Celkem v WHA                 | Celkem v WHA | 301   | 102           | 189           | 291           | 20            | 36            | 13 | 23       | 36       | 8        |          |          |